# Chindrini
Chindrini är en ås i Komorerna.   Den ligger i distriktet Anjouan, i den centrala delen av landet, 140 km öster om huvudstaden Moroni. Chindrini ligger på ön Anjouan.